# بييت دن بوير
بييت دن بوير (بالهولندية: Piet den Boer)‏ هو لاعب كرة قدم هولندي في مركز الهجوم، ولد في 17 مارس 1958 في روتردام في هولندا. لعب مع جيروندان بوردو وكيه في ميخيلين ونادي إكسلسيور ونادي كاين.

## وصلات خارجية
- بييت دن بوير على موقع الاتحاد الأوربي (الإنجليزية)
- بييت دن بوير على موقع قاعدة بيانات كرة القدم.إي يو (الإنجليزية)
- بييت دن بوير على موقع عالم كرة القدم.نت (الإنجليزية)